# Lotte Friis
Lotte Friis (Hørsholm, 9 februari 1988) is een Deense zwemster. Ze vertegenwoordigde Denemarken op Olympische Zomerspelen 2008 in Peking en op de Olympische Zomerspelen 2012 in Londen.

## Carrière
Friis debuteerde op een internationaal toernooi in Dublin tijdens de Europese kampioenschappen kortebaanzwemmen 2003 met een tiende plaats op de 800 meter vrije slag. 
Op de Europese kampioenschappen zwemmen 2004 in de Spaanse hoofdstad Madrid eindigde Friis als zevende op de 800 meter vrije slag en op de halve afstand als achtste. Op de Europese kampioenschappen kortebaanzwemmen 2004 in Wenen won ze het zilver op de 800 meter vrije slag en eindigde als vijfde op de 400 meter vrije slag. 

### 2005-2008
Op de wereldkampioenschappen zwemmen 2005 in Montreal maakte Friis haar debuut op een mondiaal toernooi. Ze eindigde op de elfde plaats op de 1500 meter vrije slag en de twaalfde op de 800 meter vrije slag. Op de Europese kampioenschappen kortebaanzwemmen 2005 in Triëst eindigde de Deense als elfde op de 800 meter vrije slag.
Friis eindigde als achtste op de 800 meter vrije slag bij de Europese kampioenschappen zwemmen 2006 in Boedapest, op de Europese kampioenschappen kortebaanzwemmen 2006 in Helsinki eindigde ze als negende op deze afstand. 
Bij de wereldkampioenschappen zwemmen 2007 in Melbourne bereikte Friis de finale op de 1500 meter vrije slag, waarin zij als zesde eindigde. Op de 400 en 800 meter vrije slag kwam ze niet door de series. Ook met haar ploeggenoten op de 4x200 meter vrije slag wist ze geen finaleplaats af te dwingen. Op de Europese kampioenschappen kortebaanzwemmen 2007 in Debrecen legde Friis beslag op de Europese titel op de 800 meter vrije slag, maar werd op de 400 meter vrije slag uitgeschakeld in de series. 
Op de Europese kampioenschappen zwemmen 2008 in Eindhoven won Friis haar eerste medaille op een langebaan toernooi, brons op de 1500 meter vrije slag. Daarnaast bereikte de Deense een vijfde plaats op de 800 meter vrije slag en een zevende op de 400 meter vrije slag. Met haar ploeggenoten eindigde ze als zevende op de 4x200 meter vrije slag. Op de Olympische Zomerspelen van 2008 in Peking eindigde Friis als dertiende op de 400 meter vrije slag en de 4x200 meter vrije slag. Haar hoogtepunt was de 800 meter vrije slag waarop de Deense de bronzen medaille wist te veroveren, achter Rebecca Adlington en Alessia Filippi. Op de Europese kampioenschappen kortebaanzwemmen 2008 in Rijeka legde ze opnieuw beslag op de bronzen medaille op de 800 meter vrije slag. Daarnaast eindigde ze als zevende op de 400 meter vrije slag.

### 2009-2012
Tijdens de wereldkampioenschappen zwemmen 2009 in Rome veroverde Friis de wereldtitel op de 800 meter vrije slag en de zilveren medaille op de 1500 meter vrije slag, op de 400 meter vrije slag eindigde ze op de achtste plaats. Samen met Julie Hjorth-Hansen, Micha Østergaard en Louise Jansen werd ze uitgeschakeld in de series van de 4x200 meter vrije slag. In Istanboel nam de Deense deel aan de Europese kampioenschappen kortebaanzwemmen 2009, op dit toernooi sleepte ze de gouden medaille op de 800 meter vrije slag en de zilveren medaille op de 400 meter vrije slag in de wacht.
Op de Europese kampioenschappen zwemmen 2010 in Boedapest veroverde Friis de Europese titels op zowel de 800 als de 1500 meter vrije slag, daarnaast legde ze beslag op de bronzen medaille op de 400 meter vrije slag. Tijdens de wereldkampioenschappen kortebaanzwemmen 2010 in Dubai eindigde de Deense als vierde op de 800 meter vrije slag, op de 400 meter vrije slag strandde ze in de series.
In Shanghai nam Friis deel aan de wereldkampioenschappen zwemmen 2011. Op dit toernooi werd ze wereldkampioene op de 1500 meter vrije slag, op de 800 meter vrije slag sleepte ze de zilveren medaille in de wacht. Daarnaast eindigde ze als vijfde op de 400 meter vrije slag, op de 4x100 meter vrije slag eindigde ze samen met Pernille Blume, Mie Nielsen en Jeanette Ottesen op de achtste plaats. Op de Europese kampioenschappen kortebaanzwemmen 2011 in Szczecin veroverde de Deense de Europese titel op de 800 meter vrije slag, daarnaast legde ze, op de 400 meter vrije slag, beslag op de zilveren medaille en eindigde ze als achtste op de 200 meter vrije slag.
Tijdens de Olympische Zomerspelen van 2012 in Londen eindigde Friis als vierde op de 400 meter vrije slag en als vijfde op de 800 meter vrije slag, samen met Pernille Blume, Mie Nielsen en Jeanette Ottesen Gray eindigde ze als zesde op de 4x100 meter vrije slag. In Chartres nam de Deense deel aan de Europese kampioenschappen kortebaanzwemmen 2012. Op dit toernooi prolongeerde ze de Europese titel op de 800 meter vrije slag, daarnaast sleepte ze de zilveren medaille in de wacht op de 400 meter vrije slag en eindigde ze als vijfde op de 200 meter vrije slag. Op de wereldkampioenschappen kortebaanzwemmen 2012 veroverde Friis de zilveren medaille op de 800 meter vrije slag, op zowel de 200 als de 400 meter vrije slag werd ze uitgeschakeld in de series. Op de 4x200 meter vrije slag eindigde ze samen met Pernille Blume, Katrine Holm Sørensen en Mie Nielsen op de zevende plaats.

### 2013-heden
Tijdens de wereldkampioenschappen zwemmen 2013 in Barcelona behaalde Friis de zilveren medaille op zowel de 800 als de 1500 meter vrije slag. In Herning nam de Deense deel aan de Europese kampioenschappen kortebaanzwemmen 2013. Op dit toernooi veroverde ze de zilveren medaille op zowel de 400 als de 800 meter vrije slag.
Op de Europese kampioenschappen zwemmen 2014 in Berlijn eindigde Friis als vierde op de 800 meter vrije slag en als zevende op de 400 meter vrije slag.
Tijdens de wereldkampioenschappen zwemmen 2015 in Kazan eindigde de Deense als vierde op de 1500 meter vrije slag en als vijfde op de 800 meter vrije slag.

## Internationale toernooien
| Jaar | Olympische Spelen                                             | WK langebaan                                                                       | WK kortebaan                                                                      | EK langebaan                                                                      | EK kortebaan                                                |
| ---- | ------------------------------------------------------------- | ---------------------------------------------------------------------------------- | --------------------------------------------------------------------------------- | --------------------------------------------------------------------------------- | ----------------------------------------------------------- |
| 2003 |                                                               | geen deelname                                                                      |                                                                                   |                                                                                   | 33e 200m vrije slag 18e 400m vrije slag 10e 800m vrije slag |
| 2004 | geen deelname                                                 |                                                                                    | 14e 200m vrije slag 6e 400m vrije slag 5e 800m vrije slag                         | 13e 200m vrije slag 8e 400m vrije slag 7e 800m vrije slag 9e 4x200m vrije slag    | 19e 200m vrije slag · 5e 400m vrije slag · 800m vrije slag  |
| 2005 |                                                               | 30e 200m vrije slag 12e 800m vrije slag 11e 1500m vrije slag 15e 4x200m vrije slag |                                                                                   |                                                                                   | 11e 800m vrije slag                                         |
| 2006 |                                                               |                                                                                    | geen deelname                                                                     | 37e 200m vrije slag 19e 400m vrije slag 8e 800m vrije slag 13e 4x200m vrije slag  | 29e 200m vrije slag 18e 400m vrije slag 9e 800m vrije slag  |
| 2007 |                                                               | 18e 400m vrije slag 11e 800m vrije slag 6e 1500m vrije slag 14e 4x200m vrije slag  |                                                                                   |                                                                                   | 14e 400m vrije slag · 800m vrije slag                       |
| 2008 | 13e 400m vrije slag · 800m vrije slag · 13e 4x200m vrije slag |                                                                                    | geen deelname                                                                     | 7e 400m vrije slag · 5e 800m vrije slag · 1500m vrije slag · 7e 4x200m vrije slag | 22e 200m vrije slag · 7e 400m vrije slag · 800m vrije slag  |
| 2009 |                                                               | 8e 400m vrije slag · 800m vrije slag · 1500m vrije slag · 12e 4x200m vrije slag    |                                                                                   |                                                                                   | 18e 200m vrije slag · 400m vrije slag · 800m vrije slag     |
| 2010 |                                                               |                                                                                    | 12e 400m vrije slag 4e 800m vrije slag                                            | 400m vrije slag · 800m vrije slag · 1500m vrije slag                              | geen deelname                                               |
| 2011 |                                                               | 5e 400m vrije slag · 800m vrije slag · 1500m vrije slag · 8e 4x100m vrije slag     |                                                                                   |                                                                                   | 8e 200m vrije slag · 400m vrije slag · 800m vrije slag      |
| 2012 | 4e 400m vrije slag 5e 800m vrije slag 6e 4x100m vrije slag    |                                                                                    | 9e 200m vrije slag · 11e 400m vrije slag · 800m vrije slag · 7e 4x200m vrije slag | geen deelname                                                                     | 5e 200m vrije slag · 400m vrije slag · 800m vrije slag      |
| 2013 |                                                               | 800m vrije slag · 1500m vrije slag                                                 |                                                                                   |                                                                                   | 400m vrije slag · 800m vrije slag                           |
| 2014 |                                                               |                                                                                    | geen deelname                                                                     | 7e 400m vrije slag 4e 800m vrije slag                                             |                                                             |
| 2015 |                                                               | 5e 800m vrije slag 4e 1500m vrije slag                                             |                                                                                   |                                                                                   | geen deelname                                               |

## Persoonlijke records
Bijgewerkt tot en met 30 juli 2013
Kortebaan
| Afstand          | Tijd     | Datum            | Plaats   |
| ---------------- | -------- | ---------------- | -------- |
| 200m vrije slag  | 1.55,64  | 19 april 2009    | Kastrup  |
| 400m vrije slag  | 3.58,02  | 10 december 2011 | Szczecin |
| 800m vrije slag  | 8.04,61  | 14 november 2009 | Berlijn  |
| 1500m vrije slag | 15.28,65 | 28 november 2009 | Birkerød |

Langebaan
| Afstand          | Tijd     | Datum           | Plaats    |
| ---------------- | -------- | --------------- | --------- |
| 200m vrije slag  | 1.58,93  | 29 juni 2011    | Brønshøj  |
| 400m vrije slag  | 4.03,98  | 29 juli 2012    | Londen    |
| 800m vrije slag  | 8.15,92  | 1 augustus 2009 | Rome      |
| 1500m vrije slag | 15.38,88 | 30 juli 2013    | Barcelona |